# Sistema CGS
Il sistema centimetro-grammo-secondo (CGS), o Sistema di Gauss, è un sistema di unità di misura. Si basa sulle seguenti tre unità:
| Dimensione | Nome dell'unità | Definizione | Rapporto con le unità SI |
| ---------- | --------------- | ----------- | ------------------------ |
| lunghezza  | centimetro      | 1 cm        | = 1×10−2 m               |
| massa      | grammo          | 1 g         | = 1×10−3 kg              |
| tempo      | secondo         | 1 s         | 1 s                      |

Da queste si derivano le altre:
| Dimensione    | Nome dell'unità | Definizione                    | Rapporto con le unità SI |
| ------------- | --------------- | ------------------------------ | ------------------------ |
| accelerazione | galileo         | 1 Gal = 1 cm/s²                | = 1×10−2 m/s²            |
| forza         | dyne            | 1 dyn = 1 g·cm/s²              | = 1×10−5 N               |
| energia       | erg             | 1 erg = 1 g·cm²/s²             | = 1×10−7 J               |
| potenza       | erg al secondo  | 1 erg/s = 1 g·cm²/s³           | = 1×10−7 W               |
| pressione     | baria           | 1 Ba = 1 dyn/cm² = 1 g/(cm·s²) | = 1×10−1 Pa              |
| viscosità     | poise           | 1 P = 1 g/(cm·s)               | = 1×10−1 Pa·s            |

Questo sistema nacque da una proposta del matematico tedesco Gauss nel 1832, e nel 1874 venne ampliato dai fisici inglesi Maxwell e Lord Kelvin con l'aggiunta delle unità elettromagnetiche. Teneva conto di alcune primitive considerazioni di analisi dimensionale.
Gli ordini di grandezza di molte delle unità CGS crearono molti problemi per l'uso pratico; per questo motivo il sistema CGS non ebbe mai un riconoscimento generale, al di fuori del campo dell'elettrodinamica, e fu gradualmente abbandonato negli anni ottanta del 1800 fino alla sua definitiva sostituzione a metà del XX secolo dal più pratico sistema MKS (metro-kilogrammo-secondo), antenato del moderno Sistema internazionale di unità di misura (SI) che ha definito uno standard per tutte le misure.
Le unità CGS possono essere ancora incontrate nella vecchia letteratura scientifica, specialmente in quella statunitense nei campi dell'elettrodinamica e dell'astronomia. Le unità di misura SI vennero scelte in modo che le equazioni dell'elettromagnetismo concernenti le sfere contenessero un fattore {\displaystyle 4\pi }, quelle concernenti curve chiuse contenessero un fattore {\displaystyle 2\pi } e quelle concernenti curve aperte non avessero fattori proporzionali a {\displaystyle \pi }. Questa scelta ha dei vantaggi considerevoli nell'ambito dell'elettromagnetismo mentre, negli ambiti dove la formule concernenti le sfere sono dominanti (ad esempio l'astronomia), il sistema CGS risulta più comodo.
Con l'adozione del Sistema MKS, negli anni quaranta e del SI, negli anni sessanta, le tecniche utilizzate dal CGS sparirono gradualmente, vincendo le resistenza degli Stati Uniti che furono gli ultimi ad abbandonarle nel mondo occidentale, ed imponendosi anche in Russia dopo la caduta del blocco sovietico. Le unità CGS, oggi, vengono generalmente proibite dalle case editrici di pubblicazioni scientifiche.
Il centimetro e il grammo rimangono in uso all'interno del SI, specialmente per le definizioni fisiche e per gli esperimenti chimici, dove sono comode le piccole scale per le unità di misura. In questi usi, vengono generalmente definite come unità "da laboratorio" (LAB units). Comunque, dove sono necessarie le unità derivate, il sistema MKS è generalmente preferito a quello CGS.

## Unità elettromagnetiche
Mentre per molte unità CGS la differenza con le unità SI è soltanto di potenze di 10 (per esempio {\displaystyle 1\ {\text{cm}}=10^{-2}\ {\text{m}}}), le differenze con le unità elettromagnetiche non sono ugualmente banali, bensì sono così importanti che nelle scritture delle leggi fisiche compaiono costanti diverse; e così spesso si distingue tra "scrittura CGS" e "scrittura "MKSA" delle leggi elettromagnetiche. 

### Differenza sulla unità della carica
Nel SI, si dedica una nuova unità di misura, del tutto indipendente, alla carica elettrica: il coulomb. Questo nasce dall'esigenza di rendere intuitive le unità di misura, ed aggiunge una nuova dimensione alle 3 dimensioni già presenti nella dinamica: [ Spazio, Massa, Tempo, Carica ]; ciò di fatto rende fruibile l'analisi dimensionale anche in materia elettromagnetica. Per motivi pratici, in realtà l'unità usata per la definizione non è quella della carica, ma quella dell'intensità di corrente elettrica, l'ampere;  Infatti, il SI è noto anche come "sistema MKSA", ovvero [ metri, kilogrammi, secondi, ampère ].
Nel CGS, invece, le unità di misura rispecchiano non l'intuizione, bensì la pragmaticità della fisica sperimentale: la carica non può venire misurata direttamente, per cui la sua unità di misura deve essere comunque riportata alle unità di misura della cinematica classica, rimanendo così nelle tre dimensioni di  [ Spazio, Massa, Tempo ], e lo si fa ponendo a 1 la costante che compare nella Forza di Coulomb. Così, nel CGS l'unità di misura della carica è lo statcoulomb, o franklin, definito come {\displaystyle {\text{Fr}}={\sqrt {{\text{g}}\ {\text{cm}}^{3}\ {\text{s}}^{-2}}}}, mentre le unità fondamentali rimangono [ centimetri, grammi, secondi ] come ricordato dal nome.

### Differenza sulle costanti
Le costanti di proporzionalità nel sistema CGS semplificano i calcoli nel vuoto. Invece, le costanti di proporzionalità del SI semplificano i calcoli nei materiali, ed esplicitano la misura dell'angolo solido ( 4π ). 
In sostanza, nel CGS si usa solo la costante {\displaystyle c}, ossia la velocità della luce. Nel SI invece, le costanti sono due: {\displaystyle \varepsilon _{0}} e {\displaystyle \mu _{0}}. Per passare agevolmente da un sistema all'altro, si considerano le costanti di proporzionalità {\displaystyle k_{1}} e {\displaystyle k_{2}}, definite dalle leggi fondamentali: 
La legge di Coulomb
{\displaystyle {\vec {E}}=k_{1}\,q{\frac {\vec {r}}{r^{3}}}} ,
che descrive l'elettrostatica, o equivalentemente la legge di Gauss
{\displaystyle \nabla \cdot {\vec {E}}=k_{1}(4\pi \rho )}
Per quanto riguarda il campo magnetico, la legge di Biot-Savart
{\displaystyle {\vec {B}}=k_{2}{\vec {j}}\times {\frac {\vec {r}}{r^{3}}}},
che descrive la magnetostatica, o equivalentemente la legge di Ampère
{\displaystyle \nabla \times {\vec {B}}=k_{2}\left(4\pi {\vec {j}}+{\frac {\partial {\vec {E}}}{\partial t}}\right)}
Fisicamente, la scelta di {\displaystyle k_{1}} e {\displaystyle k_{2}} equivale alla arbitraria scelta di unità di misura per {\displaystyle E} e per {\displaystyle B}; quel che c'è di fisicamente certo è invece il rapporto tra le due, {\displaystyle {\tfrac {k_{1}}{k_{2}}}=c^{2}}, come compare nell'equazione delle onde della luce nel vuoto:
{\displaystyle \nabla ^{2}{\vec {E}}-{\frac {k_{2}}{k_{1}}}{\frac {\partial ^{2}{\vec {E}}}{\partial t^{2}}}=0}.
Sono usate allora tre diverse possibilità che danno luogo a diversi sistemi, i cui principali sono i tre riassunti nella seguente tabella.
| k1           | k2        | Sistema            |
| ------------ | --------- | ------------------ |
| 1            | c−2       | CGS elettrostatico |
| c2           | 1         | CGS magnetostatico |
| 1 / (4·π·ε0) | µ0 /(4·π) | SI                 |

### Unità di misura
Nel corso degli anni, sono stati in uso fino a mezza dozzina di sistemi di unità elettromagnetiche differenti allo stesso tempo, la maggior parte dei quali basati sul sistema CGS. A complicare le cose poi c'è il fatto che alcuni fisici ed ingegneri statunitensi utilizzano unità ibride, come volt per centimetro, per il campo elettrico: la cosa è poco ortodossa dal punto di vista teorico, ma molto pratica dal punto di vista del laboratorio.
Per ovviare al caos della nomenclatura delle unità, allora, spesso (soprattutto nelle pubblicazioni sovietiche, che non riconoscevano le autorità occidentali, e nelle loro traduzioni) è stato usato un nome generico da usare indistintamente per tutte le unità; ovvero, si scriveva genericamente "la carica misura 3 u.e.s., il campo elettrico misura 9 u.e.s.". In tabella, le sigle:
| Sistema            | sigla italiana | sigla inglese | significato             |
| ------------------ | -------------- | ------------- | ----------------------- |
| CGS elettrostatico | u.e.s.         | e.s.u.        | unità elettro-statica   |
| CGS magnetostatico | u.e.m.         | e.m.u.        | unità elettro-magnetica |

Ecco invece l'elenco delle unità di misura elettromagnetiche, consuetudinari nell'800:
| Dimensione                   | Nome dell'unità                                       | Definizione                   | Rapporto con le unità SI     |
| ---------------------------- | ----------------------------------------------------- | ----------------------------- | ---------------------------- |
| carica elettrica             | unità di carica elettrostatica, franklin, statcoulomb | 1 statC = 1 Fr = √(g·cm³/s²)  | = 3,3356×10−10 C             |
| potenziale elettrico         | statvolt                                              | 1 statV = 1 erg/Fr            | = 299,792458 V               |
| campo elettrico              | gauss                                                 | 1 statV/cm = 1 dyn/Fr         |                              |
| forza del campo magnetico    | oersted                                               | 1 Oe                          | = 1000/(4π) A/m = 79,577 A/m |
| densità del flusso magnetico | gauss                                                 | 1 G = 1 Mx/cm²                | = 1×10−4 T                   |
| flusso magnetico             | maxwell                                               | 1 Mx = 1 G·cm²                | = 1×10−8 Wb                  |
| induzione magnetica          | gauss                                                 | 1 G = 1 Mx/cm²                |                              |
| resistenza elettrica         | terdigaldus                                           | 1 TG = 1 Mx/mm                |                              |
| resistività elettrica        | albujänis                                             | 1 AJ = 1 Tg/mm = 6π • 44ω     |                              |
| capacità elettrica           |                                                       | 1 cm = 0,9997 × 10−2 esu²/erg | = 1,113×10−12 F              |
| induttanza                   |                                                       |                               | = 8,988×10−11 H              |
| luminanza                    | stilb                                                 | 1 Sb                          | = 104 cd/m²                  |

La capacità di un centimetro è definita come la capacità tra una sfera di raggio 1 cm (nel vuoto) e l'infinito. Infatti la capacità {\displaystyle C} tra due sfere di raggio {\displaystyle R} e {\displaystyle r} è
{\displaystyle C={\frac {1}{{\frac {1}{r}}-{\frac {1}{R}}}}}
e, se prendiamo il limite di {\displaystyle R} che tende all'infinito, vediamo che il valore di {\displaystyle C} in CGS è uguale ad {\displaystyle r}.